# 佩塔尔·斯坦鲍利奇
佩塔尔·斯坦鲍利奇（1912年7月12日—2007年9月21日），塞尔维亚族，是南斯拉夫的党和国家领导人，南斯拉夫共产主义者联盟中央执行委员会委员，塞尔维亚社会主义共和国副总理兼财政部长、总理，南斯拉夫社会主义联邦共和国联邦议会主席、联邦执行委员会主席、联邦主席团主席，任职期间一直贯彻推行“不结盟运动”。

## 生平
1912年，出生于塞尔维亚的摩拉维察州伊万尼察的布雷佐瓦村。
1931年，就读于贝尔格莱德大学农业系。
1933年，组织学生成立马克思主者义协会。
1933年，入团，任大学农业系共青团委书记。
1934年，任贝尔格莱德大学共青团委员会委员。
1935年，入党。
1937年，任南共贝尔格莱德大学委员会委员。
1938年，任南共塞尔维亚省委员会指导员。
1940年，为南共塞尔维亚省委代表，参加南共第五次全国代表会议。 
1941年，先后在塞尔维亚组建游击队，先后领导了斯梅代雷沃帕兰卡和雅戈丁那的反法西斯武装起义。9月，游击队占领乌日策，并以此为中心开辟了第一块解放区，建立“乌日策共和国”（同年被剿灭），出任塞尔维亚人民解放委员会中央委员会书记。
1942年，任南共波斯尼亚-黑塞哥维那省委和第二无产阶级者旅的政委。11月，为南斯拉夫反法西斯人民解放委员会第一次会议主席团委员、南共塞尔维亚省委委员。 
1943年，为南斯拉夫反法西斯人民解放委员会第二次会议主席团委员、塞尔维亚和伏伊伏丁那人民解放军和游击队总司令部总司令。
1944年，为塞尔维亚反法西斯人民解放委员会秘书长。 
1945年，任塞尔维亚副总理兼财政部长。
1948年，任南斯拉夫农业部长、塞共中央委员会政治书记、塞尔维亚总理。7月，南共五大，为南共中央委员。
1952年，南共六大，为南共中央委员。
1953年，任南斯拉夫联邦执行委员会主席。12月，任塞尔维亚国民议会主席。
1954年，为南共中央执行委员会委员。
1957年，任南斯拉夫国民议会主席。
1963年，任南斯拉夫联邦执行委员会主席。
1966年，任南斯拉夫共产主义者联盟中央主席团委员。
1968年，任塞共中央委员会主席。
1974年，任南斯拉夫联邦主席团副主席、联邦主席团国防委员会委员。
1978年，第二次为南斯拉夫联邦主席团副主席。
1982年，任南斯拉夫联邦主席团主席兼国防委员会主席。
2007年，在贝尔格莱德病逝。